# Glenn Roeder
Glenn Victor Roeder (* 13. Dezember 1955 in Woodford, England; † 28. Februar 2021 in Newmarket) war ein englischer Fußballspieler und -trainer. Zuletzt trainierte er bis Anfang 2009 den Zweitligisten Norwich City.

## Spielerlaufbahn
Während seiner Spielerkarriere befand sich Roeder zumeist auf der Position der zentralen Innenverteidigers, begann zunächst bei Leyton Orient und wechselte später zu den Queens Park Rangers, wo er die Mannschaft als Mannschaftskapitän anführte. Im Jahr 1984 ging er zu Newcastle United, wo in über fünf Jahren auf fast 200 Einsätze kam. Zum Abschluss seiner Karriere spielte er noch für den FC Watford, bevor er sich dann dem FC Gillingham in der Funktion des Spielertrainers anschloss und noch in sechs Spielen selbst auf dem Feld stand.

## Trainerlaufbahn

### Erste Trainerstationen: Gillingham und Watford
Roeder verbrachte nur eine Saison als Spielertrainer beim FC Gillingham und führte den Verein nach 13 Siegen in 51 Spielen auf den vorletzten Platz der viertklassigen Third Division. Nach der Entlassung von Steve Perryman trat er dessen Nachfolge beim FC Watford vor Beginn der Saison 1993/94 in der zweiten Liga an. In seiner zweiten Spielzeit als Cheftrainer verpasste er die Teilnahme an den Play-off-Spielen zum Aufstieg in die Premier League nur um einen Tabellenplatz. Als Watford im Februar 1996 in der unteren Hälfte der Tabelle um den Klassenerhalt bangen musste, wurde Roeder entlassen, wobei auch sein Nachfolger Graham Taylor den Abstieg nicht mehr vermeiden konnte.

### West Ham, Abstieg und Krankheit
Während der folgenden fünf Jahre arbeitete er sowohl im Trainerstab von West Ham United als auch für die englische Nationalmannschaft, bevor er dann vorläufig das Traineramt bei West Ham übernahm. Da dem Verein die Verpflichtung von Alan Curbishley oder Steve McClaren nach der Demission von Harry Redknapp nicht gelang, wurde Roeder im Sommer 2001 zur dauerhaften Lösung für die sportliche Leitung des Premier-League-Vereins ernannt.
Während West Ham um den Verbleib in der obersten englische Spielklasse kämpfte, brach Roeder am 21. April 2003 in seinem Büro zusammen und erhielt anschließend die Diagnose, dass er an einem Hirntumor erkrankt sei. Aus diesem Grund wurde er für den Rest der Saison von seinem Amt befreit, kehrte dann aber zur neuen Spielzeit zu der gerade abgestiegenen Mannschaft zurück. Nach einem schwachen Start in der zweitklassigen First Division wurde Roeder am 24. August 2003 entlassen.

### Newcastle United
Es folgten zwei Jahre außerhalb des Fußballgeschäfts. Roeder kehrte dann im Juni 2005 als Leiter der Jugendabteilung von Newcastle United zurück. Als Graeme Souness im Februar 2006 beurlaubt wurde, übernahm Roeder die Trainerrolle als Interimslösung, während ihm Alan Shearer assistierte. Es gelang ihm, die „Magpies“ aus der unteren Tabellenregion heraus zu führen und der Verein schloss die Saison noch auf dem siebten Platz ab, was zur Qualifikation am UI-Cup reichte.
Der Präsident des Vereins – Freddy Shepherd – ernannte Roeder daraufhin zu seiner ersten Wahl als etatmäßiger Trainer von Newcastle, wobei die Weiterbeschäftigung an die Bedingung geknüpft war, dass Roeder auch ohne die UEFA Pro Licence in der Premier League arbeiten darf, die normalerweise obligatorisch für alle Premier-League-Trainer ist. Die Ausnahmegenehmigung wurde erteilt, was sich damit begründete, dass Roeder nur aufgrund seiner Erkrankung an der Erlangung der Lizenz – die er bereits in Angriff genommen hatte – gehindert wurde. In erster Instanz hatte man das Begehren von Newcastle noch abgelehnt, da man sich an die europaweit einheitlichen UEFA-Regularien gebunden fühlte. Nach intensiven Konsultationen von Shepherd bei seinen Präsidentenkollegen wurde diese strikte Linie aufgegeben und Roeder erlaubt, die erforderliche Lizenz während seiner laufenden Tätigkeit zu erlangen.
Am 16. Mai 2006 wurde Roeder offiziell während einer Pressekonferenz als neuer Trainer vorgestellt. Er unterschrieb einen auf zwei Jahre befristeten Vertrag und stellte Kevin Bond als seinen Cotrainer vor, mit dem Roeder bereits bei West Ham zusammengearbeitet hatte, wobei Bond dort noch als Scout aktiv gewesen war. Am 6. Mai 2007 trat er, nachdem Newcastle von zehn Spielen nur eins gewinnen konnte, zurück und wurde durch Sam Allardyce ersetzt.

### Norwich City
Am 30. Oktober 2007 übernahm er den Teammanagerposten beim Zweitligisten Norwich City, der zu diesem Zeitpunkt mit drei Punkten Rückstand Tabellenletzter der Football League Championship war. Diese Tätigkeit endete am 14. Januar 2009.